# Tecnam P96 Golf
Il Tecnam P96 Golf (codice ICAO : GOLF) è un aereo biposto di fabbricazione italiana, prodotto dalla Tecnam di Capua e commercializzato in numerosi paesi del mondo dal 1997 al 2006. Si tratta di un aereo monomotore con ala bassa a pianta rettangolare, con carrello fisso triciclo e ruotino anteriore sterzante. In Italia rientra nella categoria degli ultraleggeri, immatricolabile come avanzato.

## Storia
Il Tecnam P96 è stato il primo ultraleggero ad ala bassa prodotto dalla Tecnam, a distanza di alcuni anni dall'introduzione del diffusissimo P92 Echo ad ala alta, con il quale condivide numerose soluzioni costruttive. Oltre all'ala bassa a sbalzo, il P96 presenta una apertura alare di 8,5 metri contro i 9,5 del P92, che gli garantisce un maggiore rateo di rollio, una velocità indicata superiore di quasi 10 km/h ed un comportamento più stabile in turbolenza.

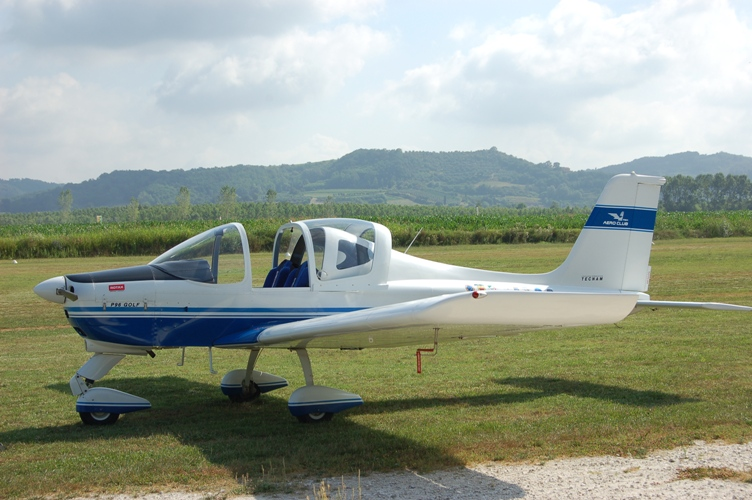
Un Tecnam P96 con cupolino scorrevole aperto.

Nel 2002 la Tecnam ha presentato il P2002 Sierra, un nuovo aereo ad ala bassa con aerodinamica rivista ed un diverso profilo alare, modello che è andato a sostituire gradualmente le vendite del P96, benché sia stato promosso dalla Tecnam fino al 2006.

## Tecnica

### Cellula
La fusoliera è costituita, per la parte anteriore, da una struttura reticolare in tubi di acciaio speciale, e, a partire dalla sezione terminale della cabina, da una struttura a guscio in lega di alluminio, nella cui zona superiore è collegata a un radome in materiale composito che raccorda la cappottina di accesso in cabina con la deriva. Il vano motore è isolato dal vano cabina mediante una paratia parafiamma; il castello motore in tubi di acciaio è vincolato al traliccio di cabina in quattro punti.
La cappottina di cabina, in composito, scorre su binari posti lateralmente alla fusoliera mediante una serie di cuscinetti a sfera; Il sistema di chiusura è realizzato mediante tre leve di sgancio, una superiore e due laterali.

### Motori
La propulsione è affidata ad un motore Rotax 912 UL/ULS, in grado di esprimere una potenza pari a 80 CV (59 kW) o 100 CV (73,5 kW) in base alla versione. L'elica fornita dalla casa è un bipala in legno a passo fisso, con pale di lunghezza variabile in base al motore installato.

### Sistemi e impianti
L'impianto combustibile è costituito da due serbatoi integrati con il bordo d'attacco alare, la capacità di ogni singolo serbatoio è di 35 litri. Ogni serbatoio è dotato di proprio rubinetto installato in cabina e di un filtro posto nella zona inferiore sulla parafiamma dotato di rubinetto di spurgo. Il livello di combustibile è visibile mediante due indicatori analogici posti sul pannello strumenti. Il circuito di alimentazione è dotato di una pompa meccanica comandata dal motore e di una pompa elettrica di emergenza azionabile dal pilota. Un indicatore di pressione del combustibile indica la corretta alimentazione ai carburatori.
L'impianto elettrico è costituito da un circuito a 12Volt in corrente continua, viene comandato dalla chiave di accensione posta sul cruscotto ed è alimentato da un alternatore e da una batteria tampone posta nel vano motore.
L'impianto anemometrico è costituito da una presa totale ed una statica posta nella zona ventrale della semiala sinistra in prossimità della tip d'estremità.
Il circuito frenante è unico ed agisce su entrambe le ruote del carrello principale mediante freni a disco, lo stesso circuito, grazie ad una valvola di intercettazione, opera da freno di stazionamento.
I comandi di volo sono di tipo a cloche e pedaliera; il circuito di comando longitudinale è costituito da un sistema ad aste rigide dotato di aletta di trimmaggio. Il circuito di comando degli alettoni è del tipo misto a cavi ed aste rigide; è costituito da un primo circuito a cavi posto all'interno alla cabina e da una coppie di aste rigide situate nelle ali, che comandano direttamente le superfici degli alettoni; il trimmaggio è effettuato a terra, mediante una piccola tab posta sull'alettone sinistro.
L'azionamento dei flap avviene tramite un servoattuatore elettrico comandato dal pilota. I flap agiscono in modo continuo seppure sull'indicatore siano presenti le tre posizioni di riferimento relative alla posizione di flap retratti 0°, di decollo (15°) e di atterraggio (40°). Il trimmaggio lungo l'asse longitudinale del velivolo avviene mediante l'aletta tab dello stabilatore, azionata da un servoattuatore elettrico comandato da una coppia di pulsanti (UP e DOWN) posti sulle cloche.

### Superfici alari
L'ala è costituita da un cassone centrale realizzato in lega leggera, al quale è collegato anteriormente il bordo d'attacco, posteriormente i flap e gli alettoni; questi ultimi, di apertura inferiore rispetto ai flap, sono dotati di massa di bilanciamento. Le superfici mobili sono costituite da un longherone in lega di alluminio al quale sono collegati il bordo d'attacco scatolato e le centine, il tutto rivestito da materiale sintetico termoretraibile. La zona dell'ala che si raccorda alla fusoliera è calpestabile per l'accesso all'abitacolo. I terminali alari (tip) sono del tipo “up-turned” al fine di ridurre la resistenza indotta. In prossimità della radice è presente un raccordo ala-fusoliera, realizzato in materiale composito e smontabile per permettere l'accesso agli attacchi alari. Due serbatoi da 35 litri ciascuno trovano posto nel bordo d'attacco dopo la rastremazione presente alla radice.
Il piano di coda verticale è interamente metallico e si raccorda alla cappottina anteriore mediante una struttura in materiale composito; la deriva è costituita da un piano bilongherone con rivestimento lavorante. Il timone di direzione è realizzato con un tubo in alluminio al quale sono collegate le centine ed il rivestimento in lega leggera. L'impennaggio orizzontale è del tipo tutto mobile (stabilatore); strutturalmente è costituito da un longherone tubolare in alluminio al quale sono collegate le centine ed il bordo d'attacco, struttura rivestita in materiale sintetico termoretraibile.

### Interni

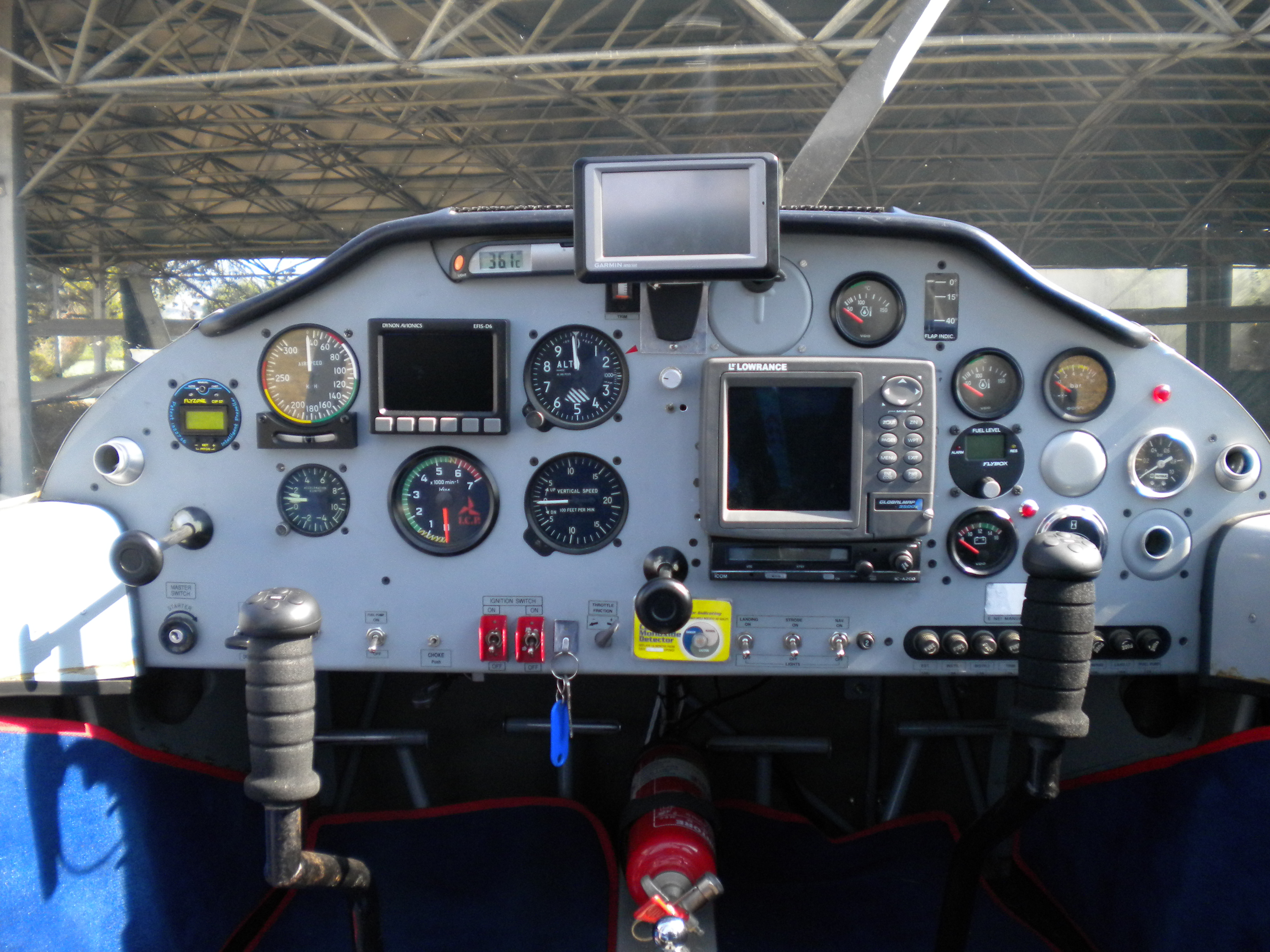
Il cockpit di un Tecnam P96 integrato con strumentazione digitale.

Il pannello strumenti è di tipo classico e permette di alloggiare equipaggiamento di vario tipo. Veniva fornito dalla casa dotato della strumentazione analogica standard.
Sul velivolo sono installate cinture di sicurezza di tipo addominale con bretella diagonale del tipo a quattro punti d'attacco.
I sedili, regolabili, sono costituiti da una struttura in tubi di lega leggera rivestita da una imbottitura in materiale sintetico. 

## Impiego operativo
Grazie alla buona velocità di crociera ed all'autonomia di volo superiore alle 3 ore, rispetto alla categoria degli ultraleggeri, il tecnam P96 è ancora oggi ritenuto un ottimo velivolo da turismo a medio-lungo raggio, pur conservando la capacità di utilizzare campi di volo di dimensioni inferiori ai 400 metri e con consumi ridotti (19 lt/h per il modello 100cv, a velocità di circa 180 km/h).
Per la semplicità di esercizio e manutenzione il P96 è stato largamente utilizzato come aereo scuola, grazie anche ai doppi comandi di serie (compresa la doppia manetta), ed è tuttora in uso presso diverse scuole vds (2012).

### Incidenti
Segue l'elenco degli incidenti con vittime avvenuti in Italia che hanno coinvolto il Tecnam P96.
- 9 agosto 2001. Un P96 con solo pilota a bordo, partito da una aviosuperficie laziale e diretto in Sardegna, precipita in mare aperto al largo di Tavolara (Sardegna), dopo aver dichiarato via radio l'arresto del motore. Il pilota non sopravvive all'ammaraggio[8].
- 15 giugno 2003. Un P96 partito dall'aviosuperficie di Nettuno (RM) con due persone a bordo precipita nelle campagne di Borgo Sabatino, ad un chilometro circa dal mare di Latina (RM). Testimoni riferiscono di aver visto il mezzo impegnato in una serie di manovre acrobatiche, durante una delle quali il pilota, trovandosi in volo rovesciato, non riusciva a recuperare il normale assetto di volo[9][10].
- 5 aprile 2010. Durante una serie di manovre condotte a bassa quota nelle campagne di Premariacco (Ud), alla presenza di numerosi testimoni, il velivolo impatta un ostacolo e precipita al suolo, uccidendo entrambi gli occupanti. Nel 2013 le perizie tecniche condotte dalla magistratura per valutare lo stato dell'ala del velivolo escludono la presenza di difetti sull'aereo.[11][12][13][14].

## Versioni
- P96 Golf: Versione con motore Rotax 912 UL, 80 CV a 5.800 g/min. Nella versione standard monta un'elica bipala in legno a passo fisso F.lli Tonini Giancarlo & Felice S.n.c. modello GT-2/166/VSU-FW 101 SRTC.
- P96 Golf/100: Versione con motore Rotax 912 ULS, 100 CV a 5.800 g/min, introdotta nel 1999. Nella versione standard monta un'elica bipala in legno a passo fisso F.lli Tonini Giancarlo & Felice S.n.c. modello GT-2/173/VRR-FW 101 SRTC.